# Hartwig Beseler
Hartwig Beseler (* 20. März 1920 in Verden (Aller); † 24. März 2005) war ein deutscher Kunsthistoriker, Denkmalpfleger und von 1963 bis 1985 Landeskonservator von Schleswig-Holstein.

## Leben
Hartwig Beseler, der in Kiel seine Kindheit und Schulzeit verbrachte, begann in den späten 1930er-Jahren ein Studium der Kunstgeschichte, Geschichte und Archäologie an der Philipps-Universität Marburg. 1940/41 nahm er an der Kunstschutzkampagne des Bildarchivs Foto Marburg im besetzten Frankreich als Fotograf teil.
Beseler setzte anschließend sein Studium in Kiel und München fort und promovierte nach einer Unterbrechung durch Kriegsdienst und Verwundung 1946 bei Hans Jantzen in München über die Baugeschichte der Hildesheimer Michaeliskirche.
Dem folgten Anstellungen als wissenschaftlicher Assistent in Frankfurt am Main und Bonn, wo er 1952 die Gelegenheit erhielt, im Amt des Landeskonservators Rheinland die Wiederaufbaumaßnahmen an den zerstörten Kirchen Kölns zu koordinieren. Bis 1963 arbeitete er als Gebietsreferent beim Rheinischen Amt für Denkmalpflege in Bonn und wechselte dann nach Kiel, um dort als Landeskonservator bis 1985 das Landesamt für Denkmalpflege Schleswig-Holstein zu leiten.
Hartwig Beseler war neben seiner Kieler Tätigkeit in zahlreichen Vorständen und Gremien vertreten, unter anderem im Verband Deutscher Kunsthistoriker, der Vereinigung der Landesdenkmalpfleger, im Planungsbeirat des Berliner Bau- und Wohnungswesens, des Deutschen Nationalkomitees für Denkmalschutz und im Expertenbeirat des Programms „National wertvolle Kulturdenkmäler“ des Beauftragten der Bundesregierung für Kultur und Medien. 1974 berief man ihn in den Arbeitskreis „Historische Stadtkerne“ der Deutschen UNESCO-Kommission. Beseler war Mitglied der Freien Akademie der Künste Hamburg, in Anerkennung seiner Tätigkeiten für den Denkmalschutz erhielt Beseler 1986 den Kulturpreis der Stadt Kiel.

## Wirken für die Denkmalpflege
Beseler organisierte in seinen Kieler Jahren die Denkmalpflege, die er als generationenübergreifende Aufgabe verstand, neu und modernisierte die Institution. Er weitete den Fokus von den historisch bedeutenden Einzelbauwerken auf jüngere Bauten und Ensembles aus. Wichtig war ihm die Vermittlung der denkmalpflegerischen Inhalte und Tätigkeiten in der Öffentlichkeit; dies begleitete er mit zahlreichen Publikationen.
Im September 2011 verlieh der Denkmalfonds Schleswig-Holstein erstmals den mit 1000 Euro dotierten „Hartwig-Beseler-Preis“, um damit Personen zu ehren, die sich ganz im Sinne Beselers für die Belange der Denkmalpflege und des Denkmalschutzes eingesetzt haben. Erster Preisträger war der Architekt Horst von Bassewitz.

## Schriften (Auswahl)
- (mit Hans Roggenkamp) Die Michaeliskirche in Hildesheim. Mann, Berlin 1954.
- Niederrhein (Deutsche Lande – Deutsche Kunst). München/Berlin 1962
- Die Kunstdenkmäler des Landes Schleswig-Holstein. Wachholtz, Neumünster 1966–1989.
- Kulturdenkmale in Not! Eine Fibel. Denkmalfonds Schleswig-Holstein, Kiel 1978.
- Bauten in Schleswig-Holstein zwischen Vergangenheit und Gegenwart (1830–1930). 2. Auflage. Westholsteinische Verlagsanstalt Boyens, Heide in Holstein 1980, ISBN 3-8042-0105-9.
- (mit Klaus Detlefsen und Kurt Gelhaar) Architektur in Schleswig-Holstein 1900–1980. Wachholtz, Neumünster 1980.
- (mit Niels Gutschow) Kriegsschicksale deutscher Architektur: Verluste – Schäden – Wiederaufbau. Eine Dokumentation für das Gebiet der Bundesrepublik Deutschland. Wachholtz, Neumünster 1988, ISBN 3-529-02685-9.
- Wir Konservatoren und die Denkmalpflege. Ein paar skeptische Anmerkungen. In: Die Denkmalpflege als Plage und Frage. Festgabe für August Gebessler. Hrsg. Georg Mörsch, Richard Strobel. Deutscher Kunstverlag, München 1989, ISBN 3-422-06037-5, S. 33–37.